# Paludárium
A paludárium az akvárium és a terrárium tulajdonságait ötvöző, mesterséges élőhely. A szó a latin paludal és arium szavakból ered, ami "mocsaras földrész"-t jelent.
Jellemzője, hogy nagyobb, egybefüggő víztömeget tartalmaz, melyben gyakran halakat tartanak, a vízparti részét pedig növényekkel, ritkábban állatokkal népesítik be. A partoldal csatlakozhat laposabb szögben is, bár ez nagyobb teret igényel és jóval drágább is, illetve meredeken, ahol a növényeket a kialakított teraszokba, illetve a lapos földrészre lehet ültetni.

## A paludáriumok csoportosításai
- nyitott/zárt, ha a szárazföldi részen állatokat is szeretnénk tartani, nyilván célszerűbb zárt paludáriumot alkalmazni, ebben az esetben viszont saját magunknak kell megoldani a szellőztetést. Célszerű készítés előtt elhatározni melyiket szeretnénk, mert az átalakítása rengeteg bonyodalommal jár.
- tengeri/édesvízi. Tengeri paludáriumot elég ritka esetben alkalmaznak, mert nem kelt túl természetes hatást. Az alsó részt egyszerű tengeri akvárium módjára rendezzük be, akár barlangosan, korallzátonyosan, a felső részt pedig behátterezhetjük, és beültethetjük trópusi növényekkel.

Az édesvízi paludáriumunk berendezéséhez több módszert alkalmazhatunk, készíthetjük mocsarasra, vízből kinövő növényekkel, aljzatnövénnyel esetleg fatuskóval díszíthetjük; avagy meredek sziklafal hátteret alkalmazva a már említett teraszokra ültetve a „zöldet”.